# Liste des maires de Parakou
La liste des maires de Parakou présente une historiques des maires de la commune de Parakou, chef-lieu du département du Borgou et de l'Alibori et troisième ville à statut particulier du Bénin après Cotonou et Porto-Novo. Cette liste débute officiellement en 2003 depuis la temps de la décentralisation au Bénin, mais il est possible de remonter les institutions municipales au moins avant cette période.

## Liste des maires
| Nom et prénom       | Qualité | Mandat | Mandat | Parti politique                             | Remarques                       |
| Nom et prénom       |         | Début  | Fin    |                                             | Remarques                       |
| ------------------- | ------- | ------ | ------ | ------------------------------------------- | ------------------------------- |
| Inoussa Chabi Zimé  |         | 2020   | -      |                                             |                                 |
| Aboubakar Yaya      |         |        |        | Forces Cauris pour un Bénin émergent (FCBE) |                                 |
| Charles Toko        |         | 2016   | 2020   |                                             | Destitution de son prédécesseur |
| Souradjou Karimou   |         | 2015   | 2016   | Forces Cauris pour un Bénin émergent (FCBE) |                                 |
| Samou Seïdou Adambi |         |        |        |                                             |                                 |
| Soulé Alagbé        |         | 2008   | 2015   |                                             |                                 |
| Rachidi Gbadamassi  |         | 2003   | 2008   |                                             |                                 |
|                     |         |        | -      |                                             |                                 |
|                     |         |        | -      |                                             |                                 |